# 李曉欣
李曉欣（英語：Michelle Lee Hiu Yan，1995年6月25日—）是前香港無綫電視新聞從業員，2016年入職，2023年7月28日在社交平台公布離職消息。2024年10月起在香港電視娛樂擔任總編輯。

## 簡歷
李曉欣早期曾就讀衛理中學，本來在2012年開始讀香港樹仁大學新聞與傳播學系學士學位，但後來退學並前往澳洲南澳大學讀書。
李曉欣於2016年11月加入無綫電視，曾任職職無綫新聞台主播。2017年6月，李曉欣轉職記者。2018年至2022年間，她亦是《長命百二歲II》、《這麼遠，那麼近》、《尋人記》、《尋人記II》、《好睡好起》主持。

## 外部連結
- 李曉欣的Instagram帳戶